# Hasini Perera
Gamachchi Withanage Hasini Madushika Perera (* 27. Juni 1995 in Colombo, Sri Lanka) ist eine sri-lankische Cricketspielerin, die seit 2014 für die sri-lankische Nationalmannschaft spielt.

## Aktive Karriere
Ihr Debüt in der Nationalmannschaft absolvierte sie beim ICC Women’s World Twenty20 2014 gegen Bangladesch. Im Oktober 2014 folgte bei der Tour gegen Südafrika ihr Debüt im WODI-Cricket. Dabei erzielte sie in ihrem zweiten Spiel 43 Runs. Vor allem im WTwenty20 tat sie sich zunächst schwer. Beim Women’s Cricket World Cup 2017 erzielte sie ihre beste Leistung mit 46 Runs gegen den Gastgeber England. Beim ICC Women’s World Twenty20 2018 und ICC Women’s T20 World Cup 2020 konnte sie dann jeweils nicht herausstechen. Ihre beste Leistung bei den Commonwealth Games 2022 waren 17 Runs gegen England.